# Montigny (Loiret)
Montigny é uma comuna francesa na região administrativa do Centro-Vale do Loire, no departamento de Loiret. Estende-se por uma área de 5.36 km². Em 2010 a comuna tinha 246 habitantes (densidade: 45,9 hab./km²).